# Оборона Ахалциха (1829)
Оборона Ахалциха — эпизод в ходе Русско-турецкой войны (1828—1829), представляющий собой оборону русского гарнизона крепости Ахалцих под командованием генерала Бебутова от 20-тысячного (5000 солдат и 15 000 ополченцев) отряда Ахмед-бея.
После потери нескольких крепостей в 1828 году, турецкое командование предприняло зимнее контрнаступление с целью отбить потерянные крепости. При первом известии о наступлении Ахмед-бея на Ахалцих, главнокомандующий Отдельным Кавказским корпусом И. Ф. Паскевич направил к крепости отряд Н. Н. Муравьёва (4 батальона пехоты, 600 казаков, 4 орудия). Оборона крепости Ахалцих, которую защищали 2 с половиной русских батальона, длилась с 20 февраля по 4 марта 1829 года. Отбив первый штурм, гарнизон держался ещё 12 дней, затем к крепости подошёл отряд Бурцева и турки отступили.
По Адрианопольскому миру крепость была присоединена к России.